# Гоненица
Гоненицата (известна на български и като гоненка) е една от най-популярните детски игри, която обикновено включва един или повече играчи, които се опитват да настигнат бягащите други играчи и да ги хванат или докоснат с ръка. Играта се играе по цял свят още от Древен Египет, а може би и от зората на човечеството, тъй като много от висшите бозайници като висшите примати и делфините играят игри, които на практика не се отличават от гоненицата. Гоненицата е изключително проста игра – повечето нейни форми не включват нито отбори, нито резултат, нито се нуждаят от някаква специална екипировка като топки или пръчки, но тя може да стане по-сложна с някои промени на правилата (виж Стражари и апаши). Този аспект на играта я прави популярна сред по-малките деца. Играта често прераства в други игри – криеница, при която играчите, които бягат, се и скриват, или борба, когато хванатите играчи окажат съпротива.
В България, ако гоненицата не започне спонтанно, какъвто е най-честият случай, играчите се събират, броят се с броенка, като онзи, който остане последен, гони другите. Когато настигне някого, гонещият го пипа, обикновено казвайки Ти гониш! и хванатият играч започва да гони.